# سیارک ۲۰۹۰۲
سیارک ۲۰۹۰۲ (به انگلیسی: 20902 Kylebeighle، نامگذاری:2000XY6) بیست هزار و نهصد و دومین سیارک کشف شده‌است که در ۱ دسامبر ۲۰۰۰ کشف شد.
قدر مطلق سیارک برابر ۲۰.۴ است.